# Pattan
Pattan är en ort i Indien.   Den ligger i distriktet Bāramūla och unionsterritoriet Jammu och Kashmir, i den norra delen av landet, 700 km norr om huvudstaden New Delhi. Pattan ligger 1 593 meter över havet och antalet invånare är 14 965.
Terrängen runt Pattan är platt åt nordost, men åt sydväst är den kuperad. Runt Pattan är det mycket tätbefolkat, med 1 018 invånare per kvadratkilometer. Närmaste större samhälle är Sopur, 15,9 km nordväst om Pattan. Trakten runt Pattan består till största delen av jordbruksmark.